# インゲボルグ・シュヴェンツァー
インゲボルグ・シュヴェンツァー（Ingeborg Schwenzer, インゲボルクとも表記、1951年10月25日 - ）は、ドイツ・シュトゥットガルト出身の法律家。スイス・バーゼル大学の私法・比較法教授。

## 経歴
1970年から1975年、フライブルク大学及びジュネーブ大学で法律を学ぶ。この間、1973年よりフライブルク大学行政法研究所にて助手を務める。1975年、フライブルク大学において第一次法律国家試験 (Erste juristische Staatsprüfung) に受験者209人中3番の成績で合格。
1975年から1976年にかけてカリフォルニア大学バークレー校で学び、秀逸な成績で法学修士の学位を授与される。
1977年から1981年、フライブルク大学の比較・国際司法研究所においてペーター・シュレヒトリーム教授の研究助手を務め、1978年に「アメリカ法とドイツ法における瑕疵ある物品に対する売主の責任制限」(Die Freizeichnung des Verkäufers von der Sachmängelhaftung im amerikanischen und deutschen Recht) とのテーマの博士論文で、法学博士号を取得。この論文により、1978年の最優秀博士論文としてHerrnstadt Award受賞。
1978年より1980年までフライブルク大学にて法律実務修習に従事し、1980年第二次法律国家試験 (Zweite juristische Staatsprüfung) に334人中首席で合格。
1980年から1987年、フライブルク大学の行政経済アカデミー (Verwaltungs- und Wirtschaftsakademie) にて、私法及び商法の講師及び助教授を務める。
1986年、マールブルク大学の講師に任ぜられる。
1987年に教授資格論文 (Habilitationsschrift)「地位から実際の関係へ－絶え間ない変化の中の家族法」(Vom Status zur Realbeziehung – Familienrecht im Wandel) がフライブルク大学で認定され、私法、商法、国際私法、比較法の教授資格 (venia legendi) が与えられる。同時に、コンスタンツ大学にて私法、商法、労働法の教授代理 (substitute professor) となる。その後、ケルン大学から私法の教授として、さらにまたマインツ大学から私法・国際私法及び比較法の教授として招聘されるが、後者を受け入れ、1987年12月、マインツ大学の教授に任命される。
1989年、バーゼル大学の私法の正教授職を受け入れ、全スイスにおける初の女性法学教授、バーゼル大学における二人目の女性教授となる。後にキール大学からドイツ法・ヨーロッパ私法の教授として、ベルリン大学から私法の教授として招聘されたが、共に断る。2017年、バーゼル大学を定年退職。
2010年から2016年は香港城市大学の外部教授、2013年から2016年はグリフィス大学の外部講師も務めた。
2014年からスイス国際ロースクール（SiLS- Swiss International Law School）の学長を務める。
長年にわたり様々な研究機関の客員教授を務めている。1994年から2002年まではバーゼルのヨーロッパ研究所、2008年にはフランスのパリ・ヴァル＝ド＝マルヌ大学 (Université de Paris Val-de-Marne)、2009年には、ニュージーランド・ウェリントンのヴィクトリア大学、2010年にはアメリカ・シカゴのロヨラ大学 (Loyola University)、2011年には、カメルーンのブエア大学 (University of Buea) 及びトルコのイスタンブール・ビルギ大学 (İstanbul Bilgi Üniversitesi) 、2012年には、ブラジルのPontifícia Universidade Católica do Paraná、2013年にはノルウェー・オスロのオスロ大学（Universitetet i Oslo）、 2014年にオーストラリアのグリフィス大学(Griffith University）、2015年にサウジアラビア ・ジッダの Dar el-Hekma Universityである。 

## 研究
研究に関しては、主に債務法・商事法・家族法に重点を置き、それに加えて、仲裁法やまたとりわけ大学教授法に大きな関心を持つ。

### 国際売買法
国際売買法プロジェクトは、売買法と契約法の分野における比較法プロジェクトである。

#### 国際売買・契約法
このプロジェクトの中心部分をなすのは、パスカル・ハッヘム (Pascal Hachem) とクリストファー・キー (Christopher Kee) とともに編集した著作『国際売買・契約法』(Global Sales and Contract Law (GSCL))である。このハンドブックは、60か国以上の売買法と契約法を比較する。とりわけこの本の特筆すべき点は、研究のアプローチの仕方にあり、法比較が、国別の報告の手法によるのではなしに、完全な機能比較の手法に基づいていることである。著者は、各国からの研究者の博士論文 (Mohamed Hafez: Arabia and the Middle East, Natia Lapiashvili: Eastern Europe and Central Asia, Edgardo Muñoz: Latin America, Jean-Alain Penda Matipe: Central and Southern Africa, Sophia Juan Yang: Southeast Asia) をも基礎としている。これら博士論文は、それぞれが法システムの一つの法圏に関する比較法であり、全てシュヴェンツアーが指導したものである。 

#### CISGに関する注釈書
国連国際動産売買契約条約 (CISG) の主要な注釈書 (Commentary) を編集する。この注釈書はドイツ語（第6版、2013年）、英語（第4版、2016年）、スペイン語（2011年）、ポルトガル語（2014年）、トルコ語（2015年）で出版され、フランス語版、中国語版、ロシア語版などの準備が進められている。

#### CISGオンライン・データーベース
2017年に退職するまで、ドイツ語圏諸国で唯一の、すべてのCISGに関連する判例法を有する包括的なデーターベースを管理する。このデーターベースは、1995年にフライブルク大学でシュレヒトリームによって創設されたものであるが、2002年からバーゼル大学にてシュヴェンツァーの講座で管理されている。

#### Willem C. Vis 模擬国際商事仲裁大会
1994年の第一回模擬仲裁以来、毎年ウィーンで開催される全世界で最も大きな仲裁に関するコンテストであるWillem C. Vis 模擬国際商事仲裁大会 (Willem C. Vis International Commercial Arbitration Moot) で仲裁人の役割で参加している。また2004年からは、香港で開催されるWillem C. Vis East模擬国際商事仲裁大会でも仲裁人としての役割を果たしている。さらに、1995年以来バーゼル大学の参加チームを指導してきた。

### モデル家族民法典
2006年、マリエル・ディムジー (Mariel Dimsey) と共同で「モデル家族民法典」(Model Family Code) と称されるモデル法典を起草した。ヨーロッパとアングロ・アメリカンとオセアニア諸国における包括的な家族法の比較が、このモデル法典の基礎にある。「モデル家族法典」の際立った特徴は、国内家族法典では小さな変更が繰り返しなされるのとは対照的に、全てに適応する一貫した法典であることである。さらに、モデル家族法典は、家族法の個々の現実に適応させるため、その中核システムの中に様々な文化価値を柔軟に取り入れることを可能にするものである。

### スイス国際ロースクール
オンラインの法学修士プログラムを提供する私立ロースクールである、スイス国際ロースクール（SiLS- Swiss International Law School）の学長を務める。

## 著作と編集（抜粋）
業績リスト（2017年2月現在） によれば、17冊の単著と、40冊以上の編著、200本以上の論文や注釈を執筆。
https://www.ingeborgschwenzer.com/publications

## 学外活動と職務（抜粋）
- 2016年-：国際紛争解決アカデミー（International Dispute Resolution Academy）設立メンバー
- 2015年-：アメリカ法律協会（American Law Institute）会員
- 2014年-：商事法・消費者法国際アカデミー（International Academy of Commercial and Consumer Law）理事
- 2013年-：ドイツ国際法学会（German Society of International Law）理事
- 2011年-：CISG諮問会議（CISG (Convention on Contracts for the International Sale of Goods) Advisory Council）議長
- 2011年-：国際法協会スイス支部（International Law Association, Swiss Branch）理事
- 2010年-：ヨーロッパ法研究所 (the European Law Institute) 委員
- 2010年-：トランスナショナル仲裁研究所学術カウンシル（Academic Council of the Institute of Transnational Arbitration）委員
- 2004年 - 2012年：ドイツ法律家協会理事会 (the Board of the German Jurists Association) 副議長
- 2001年 -：ヨーロッパ家族法委員会（Commission on European Family Law）専門家グループ
- 2000年 -：比較法国際アカデミー（International Academy of Comparative Law）会員
- 1999年 - 2005年：私法教授協会理事 (Zivilrechtslehrervereinigung)
- 1993年 - 2006年：スイス比較法研究所（Swiss Institute of Comparative Law）理事

完全なリストとして https://www.ingeborgschwenzer.com/memberships

## 受賞歴
- 2011年：商事・海事法アラブ・ソサエティー法職功績賞 (Law Career Achievement Award of the Arab Society for Commercial and Maritime Law)